# Michael Andreas Barclay de Tolly

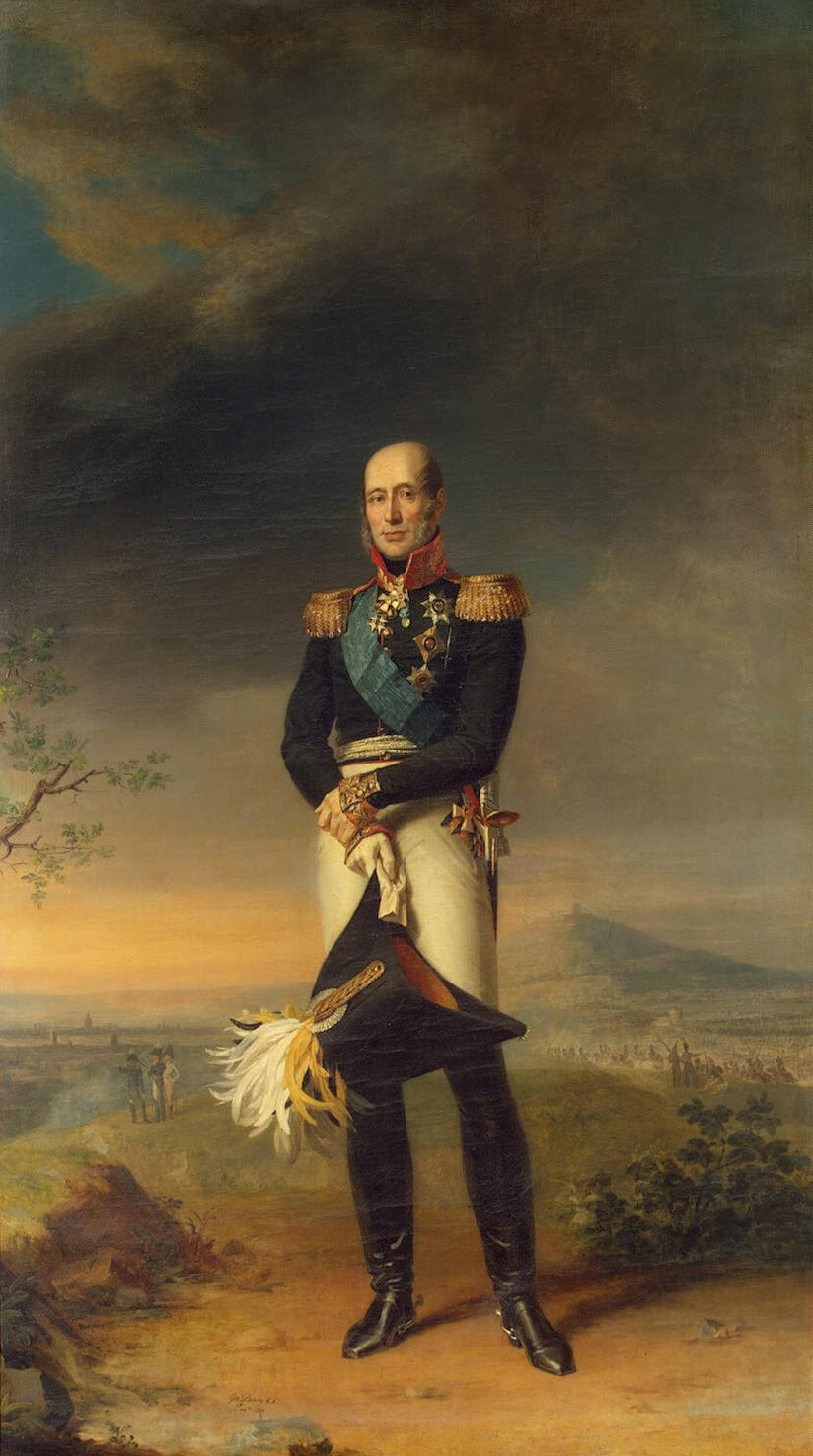
Barclay de Tolly, Gemälde von George Dawe, 1829

Fürst Michael Andreas Barclay de Tolly (russisch Михаил Богданович  Барклай-де-Толли, wissenschaftliche Transliteration Michail Bogdanovič Barklaj-de-Tolli, * 16. Dezemberjul. / 27. Dezember 1761greg. in Pomautsch, Polen-Litauen; † 13. Mai 1818 in Insterburg, Preußen) war ein russischer Feldmarschall deutschbaltisch-schottischer Herkunft. Er wurde durch seinen Anteil am Sieg über Napoleon Bonaparte im Vaterländischen Krieg 1812 berühmt.

## Leben

### Herkunft und militärischer Aufstieg
Barclay de Tolly entstammte einer deutschbaltischen Familie mit schottischen Wurzeln (Clan Barclay), die im 17. Jahrhundert in Livland ihre Heimat gefunden hatte. Michael Andreas (Michael Bogdanowitsch) wurde 1761 als Sohn von Weinhold-Gotthard Barclay (1734–1781, russische Quellen gaben ihm den Namen Bogdan) und der Pfarrerstochter Margaret Elizabeth von Smitten (1733–1771) in Pomautsch in Polen-Litauen geboren. Michael Andreas trat bereits mit 15 Jahren in die russische Armee ein und nahm an den Kämpfen gegen die Türken (1788–1789) und gegen die Schweden und Polen (1790 und 1794) teil. Er wurde 1798 Oberst und 1799 in den Rang eines Generalmajors erhoben. Barclay de Tolly war Mitglied der Akademie gemeinnütziger Wissenschaften zu Erfurt.
Im Koalitionskrieg gegen Napoleon (1806) spielte Barclay de Tolly eine entscheidende Rolle in der Schlacht bei Pułtusk und wurde bei Preußisch-Eylau verwundet. Aufgrund seiner persönlichen Tapferkeit wurde er zum Generalleutnant befördert.
Im Russisch-Schwedischen Krieg (1808–1809) um die Vorherrschaft in Finnland eroberte er als Oberbefehlshaber der Finnischen Armee nach einem wagemutigen Marsch über den gefrorenen Bottnischen Meerbusen die schwedische Stadt Umeå. Am 1. April 1809 wurde er zum General der Infanterie befördert und am 10. April zum Generalgouverneur des neugebildeten Großfürstentums Finnland ernannt.
Am 1. Februar 1810 wurde er zum Kriegsminister ernannt; während dieser Zeit trug er durch Verdoppelung des Heeres und den Bau von Festungen wesentlich zur Stärkung der russischen Armee bei.
Mitte März 1812 verließ er St. Petersburg und begab sich nach Wilna, um Anfang April den Befehl über die 1. russische Westarmee zu übernehmen. Dazwischen hielt er sich am 26. März bei seinem Cousin Augustus Wilhelm Barclay in Riga auf, um die Festungsanlagen der Stadt und die dort stationierten Truppen zu inspizieren. Die Angelegenheiten des Kriegsministers wurden von seinem Stellvertreter Fürst Alexei Iwanowitsch Gortschakow zunächst in Vertretung und ab September 1812 in Person übernommen.

### Der französische Russlandfeldzug 1812
Nach dem Beginn des französischen Russlandfeldzuges von 1812 hatte Barclay de Tolly Ende Juni 1812 neben der 1. Westarmee den nominellen Oberbefehl über die gesamte russische Armee. Die zahlenmäßig unterlegenen russischen Streitkräfte hätten anfangs in offener Feldschlacht gegen die Grande Armée der Franzosen nicht bestehen können. Barclays Strategie war es, die französische Hauptarmee unter Napoleon tief nach Russland hinein zu lassen, alle brauchbaren Magazine und Lebensmittel zu vernichten und dann aus dem Hinterhalt mit überfallartigen Gegenangriffen zu beginnen (Taktik der verbrannten Erde). Das Ausweichen und Zurückweichen sollte die russischen Truppen für die Entscheidung schlagkräftig erhalten. Ähnlich waren ein Jahrhundert zuvor die Schweden unter Karl XII. im weiten russischen Raum geschwächt und besiegt worden. Barclays Kritiker am Hof sahen in dieser Strategie jedoch keine Voraussicht, sondern ein Zeichen von Unentschlossenheit oder gar von Feigheit. Insbesondere der Brand von Smolensk und der Verlust dieser alten russischen Metropole wurde Barclay von vielen Russen als Landesverrat durch einen „Deutschbalten“ ausgelegt. Kaiser Alexander I. wollte das bedrohte Moskau nicht ohne Kampf aufgeben und übertrug am 20. August den Oberbefehl an Fürst Michail Kutusow. Der abberufene Barclay de Tolly wurde aber aufgrund seines persönlichen Mutes und seiner Tapferkeit im Kampf weiterhin gefeiert. In der Schlacht bei Borodino am 7. September noch als Armeeführer eingesetzt, verlor er im Kampf fünf Pferde unter sich; neun seiner zwölf Adjutanten wurden getötet oder verwundet. Für seinen persönlichen Einsatz wurde er mit dem St.-Georgs-Orden 2. Klasse ausgezeichnet. Anfang Oktober 1812 musste er die Armee aber aus gesundheitlichen Gründen verlassen.

### In den Befreiungskriegen
Bereits 1813 begab er sich erneut in die Dienste der russischen Armee und nahm in den Befreiungskriegen an den Kämpfen bei Thorn, Großgörschen und Bautzen teil. Nach der Schlacht bei Bautzen (20./21. Mai 1813) wurde er erneut zum Oberbefehlshaber der russischen Truppen ernannt. Mitte Oktober 1813 führte er zusammen mit dem Grafen von Wittgenstein die russische Armee in der Völkerschlacht bei Leipzig. Schon vorher, am 25. Mai 1813, hatte ihm der preußische König Friedrich Wilhelm III. den Schwarzen Adlerorden verliehen. Seine Verbände eroberten Liebertwolkwitz, versuchten am 18. Oktober erfolglos, das strategisch wichtige Probstheida zu erobern, erstürmten aber am 19. Oktober das Windmühlen- und Sandtor in Leipzig. Barclay de Tolly war auch Oberbefehlshaber der russischen Armee bei ihrem Vormarsch nach Frankreich und nahm 1814 an der Einnahme von Paris teil.

### Letzte Lebensjahre
Nach Ende der Kriegshandlungen wurde er aus dem Grafenstand zum Fürsten erhoben. Er setzte sich in Livland, der Heimat seiner Frau, zur Ruhe und starb am 13. Maijul. / 25. Mai 1818greg.auf Gut Szieleitschen etwa 1 Meile (ca. 7 km) nördlich von Insterburg (Preußen) auf einer Reise nach Karlsbad. Die Gerüchte, dass es sich um Giftmord handelte, haben sich als unbegründet erwiesen. Der Eintrag im Helmetschen Sterberegister nennt als Todesursache „Gallenstein“. Barclay de Tolly wurde einbalsamiert und nach Riga gebracht, wo am 30. Maijul. / 11. Juni 1818greg. eine große Trauerfeier abgehalten wurde und der Sarg bei der Kronkirche St. Jakob aufgebahrt wurde.
Am 13. Julijul. / 25. Juli 1818greg. fand dann die Beisetzung auf seinem livländischen Gut Beckhof (estnisch Jõgeveste), Gemeinde Helme statt.

## Gedenken

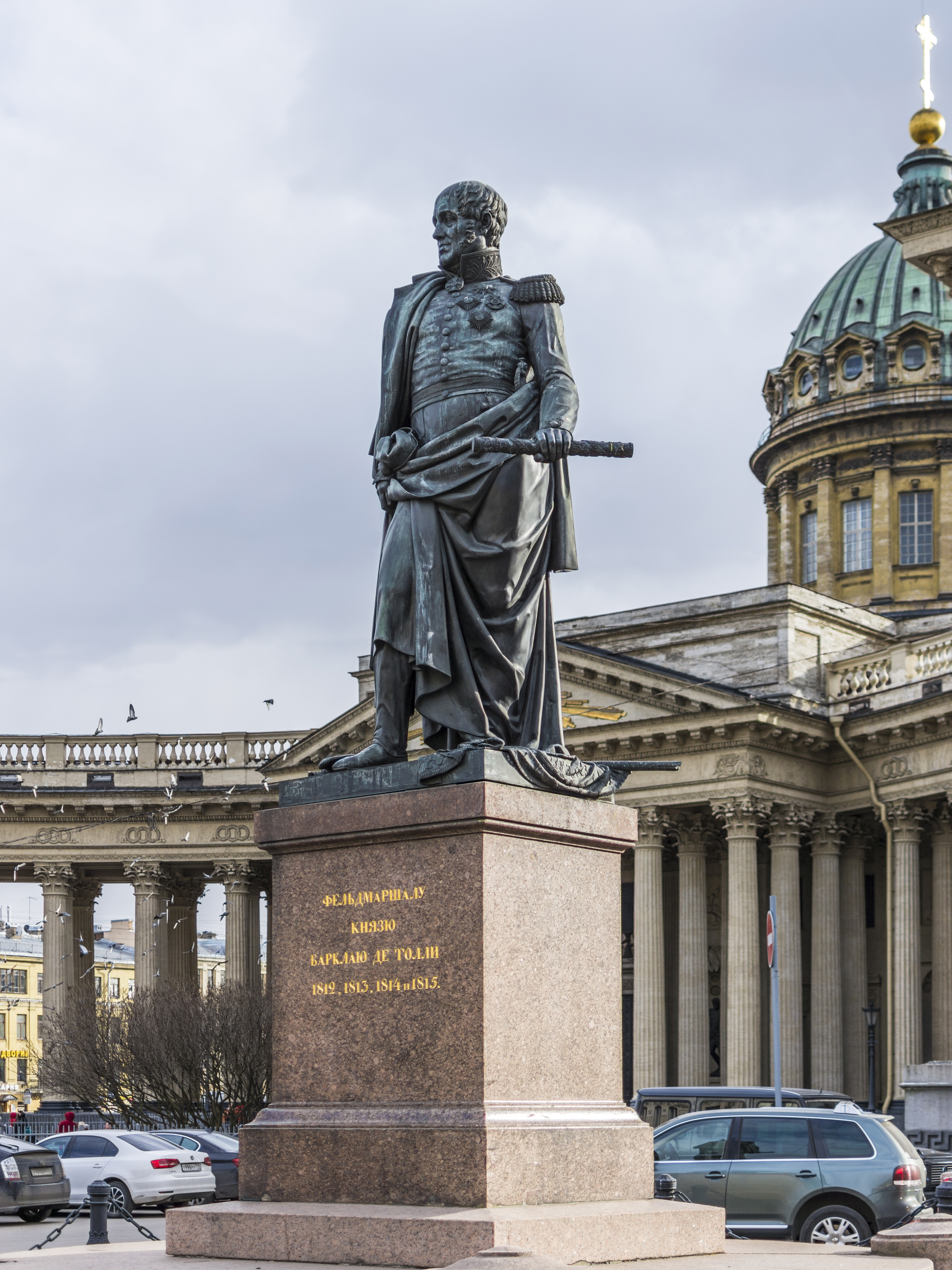
Barclay-de-Tolly-Denkmal in Sankt Petersburg

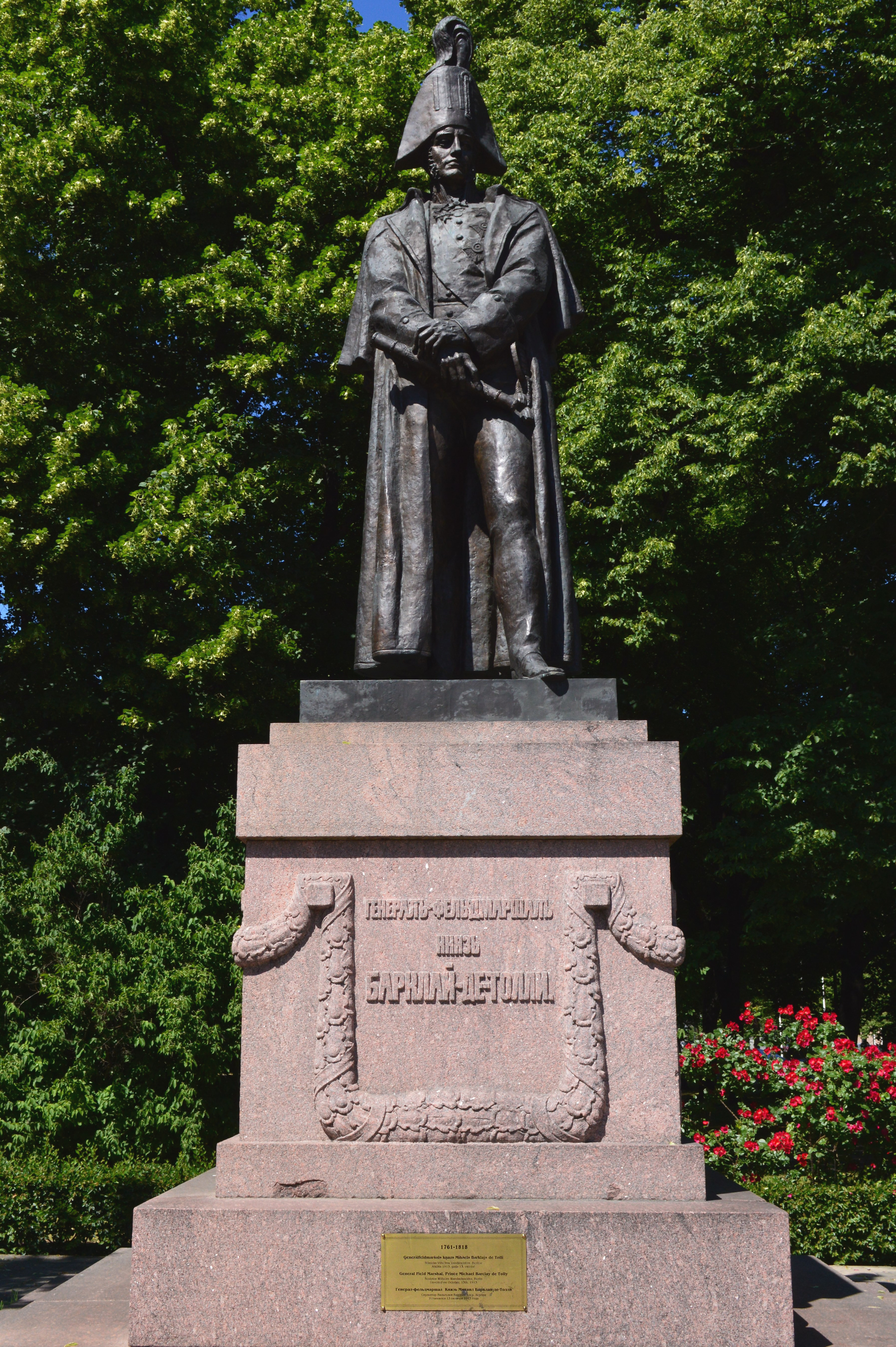
Barclay-de-Tolly-Denkmal in Riga

1823 wurde in der Nähe des Gutes ein Mausoleum im klassizistischen Stil errichtet, in dem Barclay de Tolly und seine am 17. Maijul. / 29. Mai 1828greg. verstorbene Ehefrau Helene Auguste Eleonore von Smitten (geb. 1770) beigesetzt sind. Auf dem ehemaligen Besitz des Guts Szieleitschen, seinem Sterbeort nördlich von Insterburg (heute Tschernjachowsk), hat sich am Ende einer kleinen Eichen-Allee ein über 4 m hohes Eisengussdenkmal in Form eines gleichseitigen Zippus erhalten, das vom preußischen König Friedrich Wilhelm III. veranlasst wurde. Der Würdigungstext lautet: „Dem edlen Feldherrn der den / Weg der Ehre durch Muth und / Tapferkeit in vielen Schlachten / sich bahnte und der im Kriege / zur Befreiung der Völker in den / Jahren 1813, 1814 und 1815 als / Anführer verschiedener Heere / in glorreichen Kämpfen siegte, / errichtete dieses Denkmal / König Friedrich Wilhelm III.“ Seit 2007 erinnert ein Reiterstandbild in Tschernjachowsk an den Feldherrn Barclay de Tolly.
Barclay de Tolly zu Ehren wurde eine Büste in der Walhalla aufgestellt; eine weitere Büste steht auf einem Denkmal des nach ihm benannten Platzes in der estnischen Stadt Dorpat. 1913 errichtete die Stadt Riga in den Parkanlagen auf der Esplanade zur Elisabethstraße hin ein Barclay-de-Tolly-Denkmal mit einem fast fünf Meter hohen Bronzestandbild des Feldmarschalls. Es war von dem deutschen Bildhauer Wilhelm Wandschneider entworfen und in der Kunstgießerei Lauchhammer gegossen worden. Das Standbild ging bereits 1915 verloren, nachdem es vor der deutschen Besetzung aus der Stadt auf den britischen Dampfer Serbino gebracht worden war, der wiederum am 16. August durch das U-Boot U 9 in der Rigaer Bucht versenkt wurde. Nach einem erhaltenen Modell wurde 2002 das Standbild rekonstruiert und auf dem Originalsockel wieder aufgestellt.
1837 wurde ihm ein Denkmal auf dem Kasaner Platz in Sankt Petersburg errichtet. Es wurde vom Architekten Wassili Petrowitsch Stassow entworfen und vom Bildhauer Boris Iwanowitsch Orlowski ausgeführt.
Das 1868 veröffentlichte Weltliteratur-Werk Krieg und Frieden von Leo Tolstoi trug wesentlich dazu bei, dass jahrzehntelang die Verdienste Barclay de Tollys um die Verteidigung Russlands gegen Napoleon fälschlicherweise (insbesondere in Russland) Kutusow zugeschrieben wurden. Tolstoi entsprach dabei der im 19. Jahrhundert einsetzenden Emanzipationsströmung in Russland, die zugunsten russischer Entwicklungen die Verdienste ausländischer Führungspersönlichkeiten zurückdrängen wollte (vgl. Russifizierung).
Alexander Puschkin widmete 1834 vor dem Hintergrund dieser Geschichtsrevision Barclay de Tolly sein Gedicht Der Feldherr („Unglücksreicher Feldherr! Wie dein Schicksal dich so karg bedachte / Ob dein Herz dem fremden Lande Alles gleich zum Opfer brachte / ... / Jenes Volk, dem du zur Rettung von der Schande ausersehen / Wagt im frechen Übermut dein heilig Greisenhaupt zu schmähen“).
Da Barclays Familie Ende des 19. Jahrhunderts auszusterben drohte, wurde der Fürstentitel auf die Familie seiner Schwester übertragen (Alexander Barclay de Tolly-Weymarn).
Die russische Fluggesellschaft Aeroflot hat einen Teil ihrer Boeing-777-Flotte nach Militärführern aus den Kriegen gegen Napoleon benannt. Die Maschine mit der Kennung VP-BGD - 41681 trägt den Namen M. Barklay-de-Tolly.